# Karl Ottó Runólfsson
Karl Ottó Runólfsson (* 24. Oktober 1900 in Reykjavík; † 29. November 1970 ebenda) war ein isländischer Komponist, Dirigent und Trompeter.
Karl Ottó Runólfsson studierte in Kopenhagen und am Konservatorium von Reykjavík. Danach war er Trompeter beim Rundfunk und ab 1939 auch Lehrer am Konservatorium seiner Heimatstadt. Im 1950 gegründeten Isländischen Symphonieorchester spielte er ebenfalls die Trompete. Er war einer der ersten isländischen Komponisten von Instrumentalmusik. Zu seinen Orchesterwerken gehören eine Symphonie mit dem Titel Esja und die Suite An der Wegkreuzung. Daneben komponierte Karl Ottó Runólfsson auch eine Violin- und eine Trompetensonate sowie Chorwerke, Lieder und Schauspielmusiken. In Island ist er besonders bekannt für seine Lieder. Von Bedeutung für das musikalische Leben in Island war er auch als Leiter verschiedener Amateurorchester und -ensembles.
Einer seiner bekanntesten Schüler ist Egill Ólafsson. Der isländische Songwriter, Schauspieler, Sänger, Komponist und Frontmann namhafter Bands wie Stuðmenn und Þursaflokkurinn erhielt in der Boy’s Brass Band, in der er unter Karl Ottó Runólfssons Leitung das Kornettspiel erlernte, wichtige Impulse für seine spätere künstlerische Laufbahn.